# Kinh doanh khách sạn

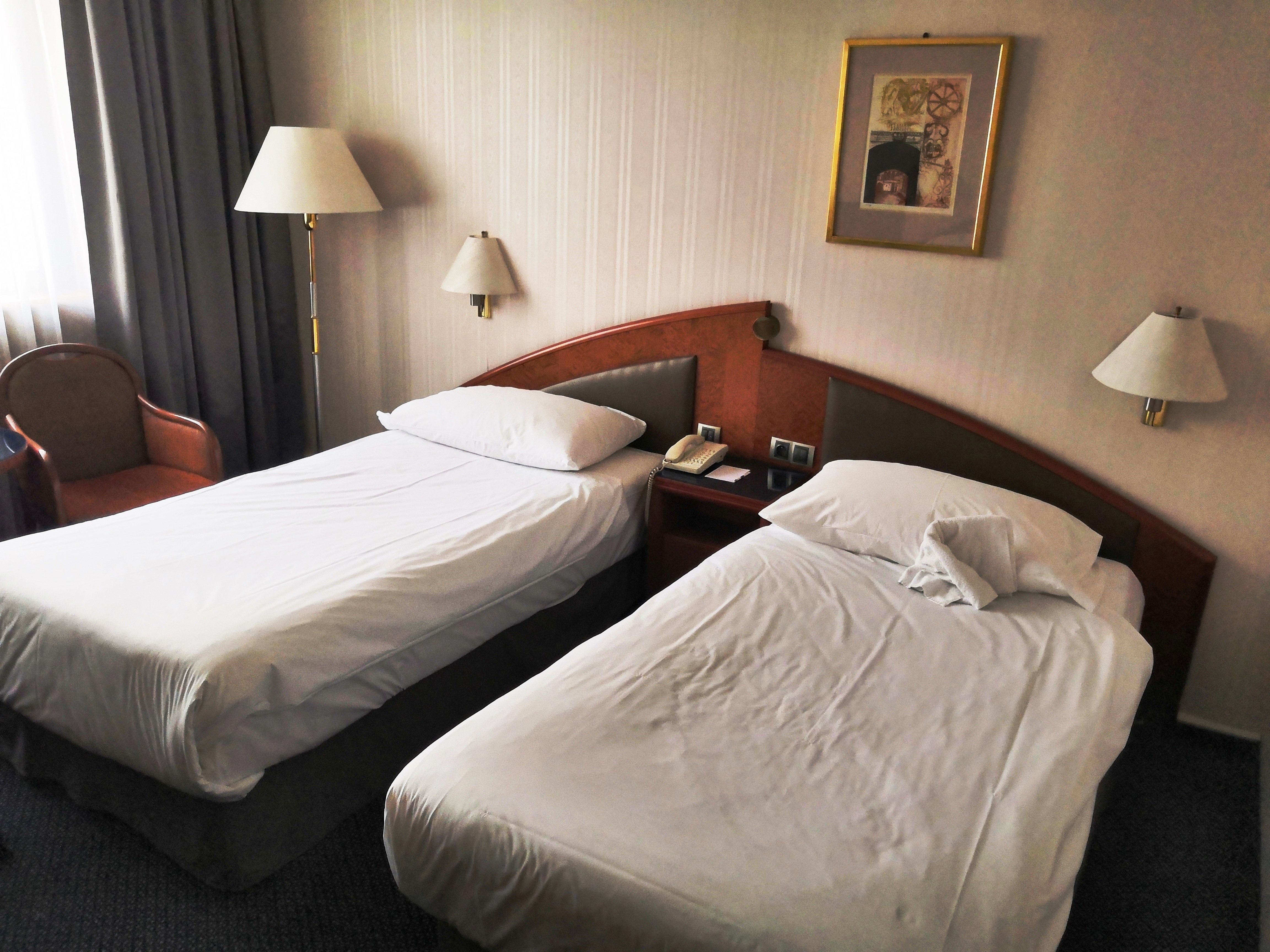
Chuẩn bị phòng ngủ trong khách sạn (chăn, ga, gối, nệm)

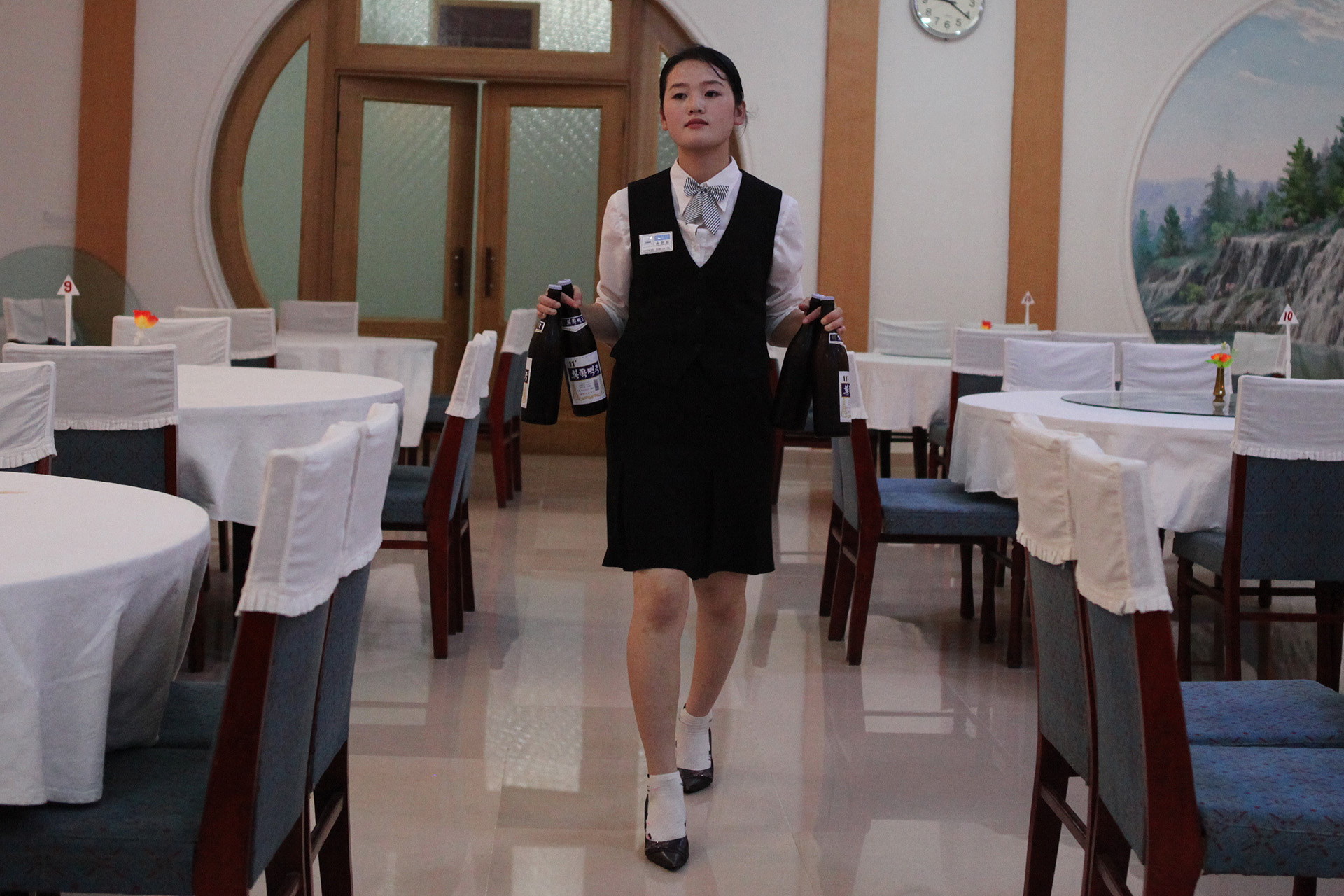
Một nữ bồi bàn khách sạn ở Bắc Triều Tiên

Kinh doanh khách sạn (Hospitality industry) là một khái niệm ngành kinh tế bao trùm chỉ về ngành dịch vụ liên quan đến lĩnh vực hoạt động khách sạn, nhà nghỉ, cơ sở lưu trú, bao gồm các ngành nghề kinh doanh dịch vụ lưu trú, dịch vụ ăn uống, lập kế hoạch sự kiện, công viên giải trí, đại lý du lịch, du lịch, khách sạn, nhà hàng, hộp đêm và quán bar. Theo từ điển kinh doanh tiếng Anh Cambridge thì "ngành công nghiệp khách sạn" (Hospitality industry) bao gồm các dịch vụ khách sạn và dịch vụ ăn uống. Kinh doanh dịch vụ khách sạn là hoạt động kinh doanh trên cơ sở cung cấp các dịch vụ lưu trú, ăn uống và các dịch vụ bổ sung cho khách hàng để đáp ứng các nhu cầu ăn, nghỉ ngơi và giải trí của khách lưu trú tại các địa điểm du lịch nhằm mục đích thu lợi nhuận. Kinh doanh khách sạn bao gồm kinh doanh lưu trú và kinh doanh ăn uống, trong đó, kinh doanh lưu trú là hoạt động kinh doanh ngoài lĩnh vực sản xuất vật chất, cung cấp các dịch vụ cho thuê buồng phòng và các dịch vụ bổ sung khác. Tại Hoa Kỳ, khách sạn là nơi lưu trú phổ biến nhất. Năm 2022, ngành khách sạn và nhà nghỉ tại Hoa Kỳ là thị trường trị giá 224,9 tỷ đô la, tính theo giá trị doanh thu.

## Phân loại
Trong thuật ngữ tiếng Hà Lan, tiếng Đức, tiếng Ý, tiếng Rumani, tiếng Bồ Đào Nha và tiếng Pháp thì cụm từ "Horeca" dùng để chỉ ngành dịch vụ thực phẩm và khách sạn, thuật ngữ này là viết tắt theo âm tiết của các từ tiếng Anh gồm Hotel/Restaurant/Café. Thuật ngữ này chủ yếu được sử dụng ở các quốc gia Benelux và Thụy Sĩ. Cụm từ "Horeca" thường không phải là từ tương đương một-một với thuật ngữ "ngành dịch vụ khách sạn" được sử dụng trong tiếng Anh, thường được sử dụng rộng rãi hơn. Theo Từ điển kinh doanh tiếng Anh Cambridge thì "ngành dịch vụ khách sạn" bao gồm các khách sạn và dịch vụ ăn uống. Năm 2020, Bộ Lao động Hoa Kỳ đã ban hành Phân loại ngành công nghiệp tiêu chuẩn (SIC), theo đó đã định nghĩa ngành kinh doanh dịch khách sạn một cách rộng hơn, bao gồm các mã ngành sau đây:
- Mã ngành 701 - Khách sạn và Nhà nghỉ, chi tiết bao gồm: Nhà khách có bãi đỗ xe, nhà nghỉ B&B, Cabin và nhà tranh du lịch, khách sạn sòng bạc, nhà trọ, nhà nghỉ, nhà khách (Hostel), khách sạn (trừ loại tá túc nhà dân/Homestay), nhà trọ cung cấp đồ ăn và chỗ ở (điểm lưu trú), nhà trọ, khách sạn giải trí, khách sạn nghỉ dưỡng, khách sạn thời vụ (phục vụ theo mùa), nhà nghỉ trượt tuyết và khu nghỉ dưỡng, Cabin du lịch và bãi đỗ xe du lịch.
- Mã ngành 704 - Quản lý khách sạn và nhà nghỉ
- Mã ngành 58 - Địa điểm Ăn uống (có thể đối chiếu, so sánh với "ngành dịch vụ thực phẩm" của Hoa Kỳ và  "ngành dịch vụ ăn uống" của Vương quốc Anh)
  - Mã ngành 5812 - Địa điểm Ăn uống, chi tiết bao gồm nhà hàng (trong đó có nhà hàng phục vụ thức ăn mang đi, nhà hàng dành cho lái xe và nhà hàng thức ăn nhanh), máy tự động, tiệm bán đậu, quầy bán đồ ăn trưa (phục vụ hộp cơm đem đi), nhà hàng tiệc đứng (buffet), quán cà phê, cafeteria, caterer, quán cà phê, nhà hàng cho khách (Commissary) hay còn gọi là căng tin (Cafeteria), quầy nhượng quyền, Dhaba, thức ăn chế biến sẵn (ví dụ như ở sân bay và sân thi đấu thể thao), dịch vụ phục vụ bữa ăn theo hợp đồng, quầy sữa, quán ăn, phòng ăn, rạp chiếu phim, quầy thức ăn, quầy sữa trứng đông lạnh, lò nướng, quầy hamburger, quầy xúc xích, quầy kem, suất ăn công nghiệp, dịch vụ thực phẩm cho tổ chức (như trên máy bay, đường sắt và tàu thủy), quầy ăn trưa, quán ăn trưa, phòng ăn trưa, quầy hải sản, tiệm pizza và quầy giải khát, quầy hoặc cửa hàng bánh sandwich, cửa hàng đồ ăn nhẹ, nước ngọt, quầy bán nước giải khát, cửa hàng sandwich và quán trà. Các nguồn khác ngoài SIC cũng đề cập đến các hình thức ăn uống khác như quán cà phê mạng, cửa hàng mì sợi (cửa hàng ramen) hay còn gọi là quán mì, và quán sushi (quán sushi băng chuyền)[7].
  - Mã ngành 5813 - Địa điểm uống rượu (đồ uống có cồn) bao gồm quán bar, vườn bia/quán rượu/quán rượu có bán các loại bia, rượu vang và rượu mạnh để uống tại chỗ, câu lạc bộ rượu vang, quán rượu, phòng chờ cocktail, vũ trường, địa điểm uống rượu, hộp đêm, quán bar, phòng uống rượu, quán rượu (pub) và quán rượu vang
- Mã ngành 472 - Sắp xếp vận chuyển hành khách (dịch vụ lữ hành)
  - Mã ngành 4724 - Công ty lữ hành
  - Mã ngành 4725 - Công ty lữ hành
  - Mã ngành 4729 - Sắp xếp vận chuyển hành khách, không được phân loại ở nơi khác, chẳng hạn như phòng bán vé không do các công ty vận tải điều hành và các dịch vụ sắp xếp đi chung xe (quá giang).

## Tại Việt Nam

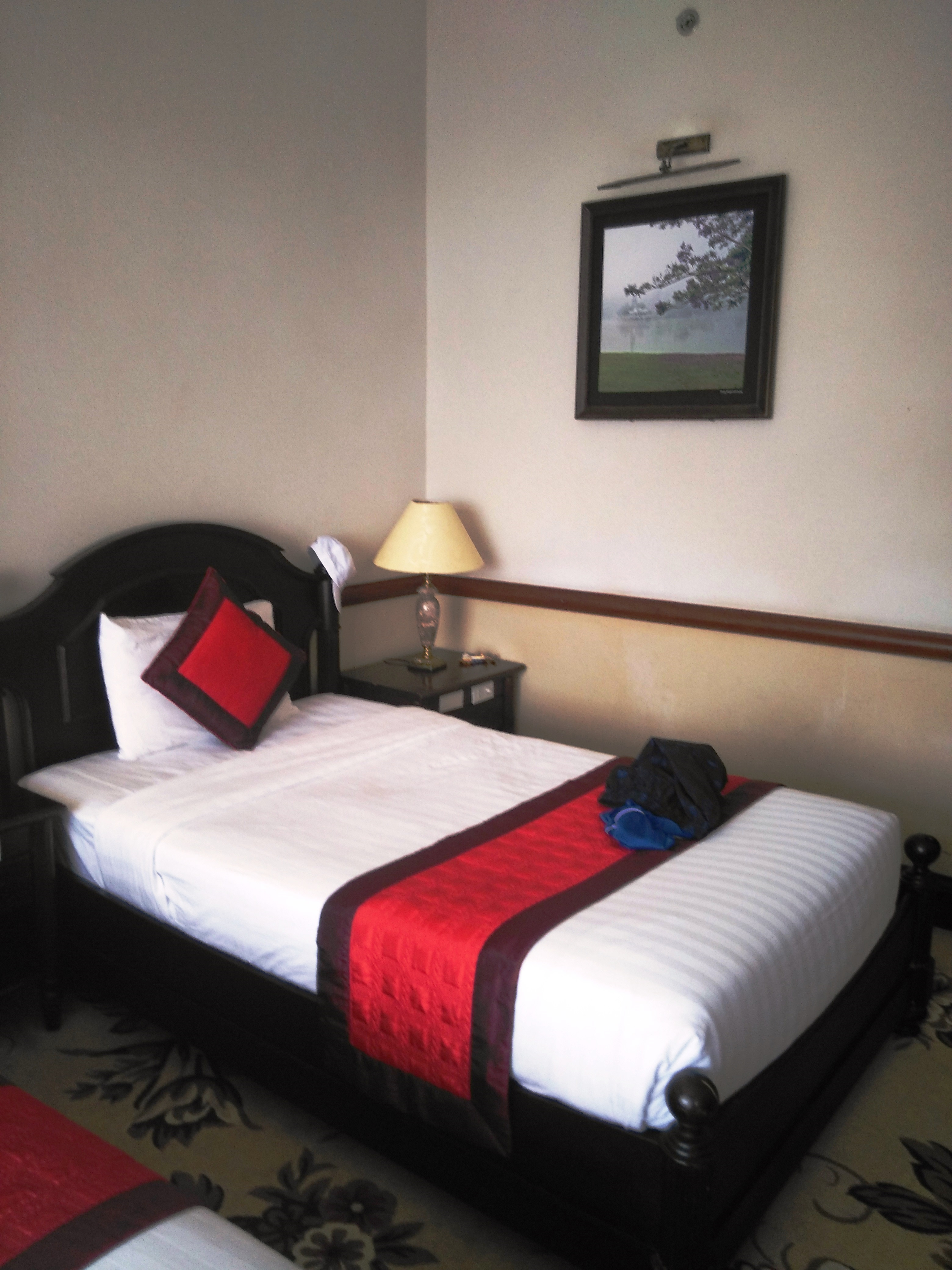
Phòng ngủ khách sạn Sammy ở Đà Lạt

Ngành khách sạn tại Việt Nam là một ngành kinh tế quan trọng, đóng góp đáng kể vào GDP của đất nước. Theo số liệu thống kê của Tổng cục Du lịch, năm 2022, cả nước Việt Nam có tổng cộng 32.313 cơ sở lưu trú du lịch với 611.352 phòng, bao gồm 1.576 khách sạn ba sao trở lên với 334.487 phòng. Mặc dù vậy, ngành khách sạn Việt Nam vẫn được đánh giá là có tiềm năng phát triển lớn trong tương lai. Theo dự báo của Tổ chức Du lịch Thế giới (UNWTO), Việt Nam sẽ là một trong những điểm đến du lịch hàng đầu thế giới trong những năm tới. Điều này sẽ tạo ra cơ hội phát triển cho ngành kinh doanh dịch vụ khách sạn Việt Nam. Theo số liệu thống kê của Tổng cục Du lịch, ngành khách sạn Việt Nam có tốc độ tăng trưởng bình quân 15%/năm trong giai đoạn 2010-2022.